# Santa Maria in Legarano
Santa Maria in Legarano is een plaats (frazione) in de Italiaanse gemeente Casperia.